# Modello ad asta e sfera

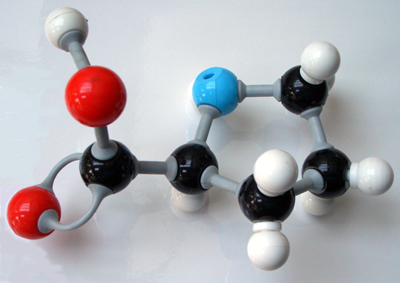
Modello ad asta e sfera in plastica della prolina

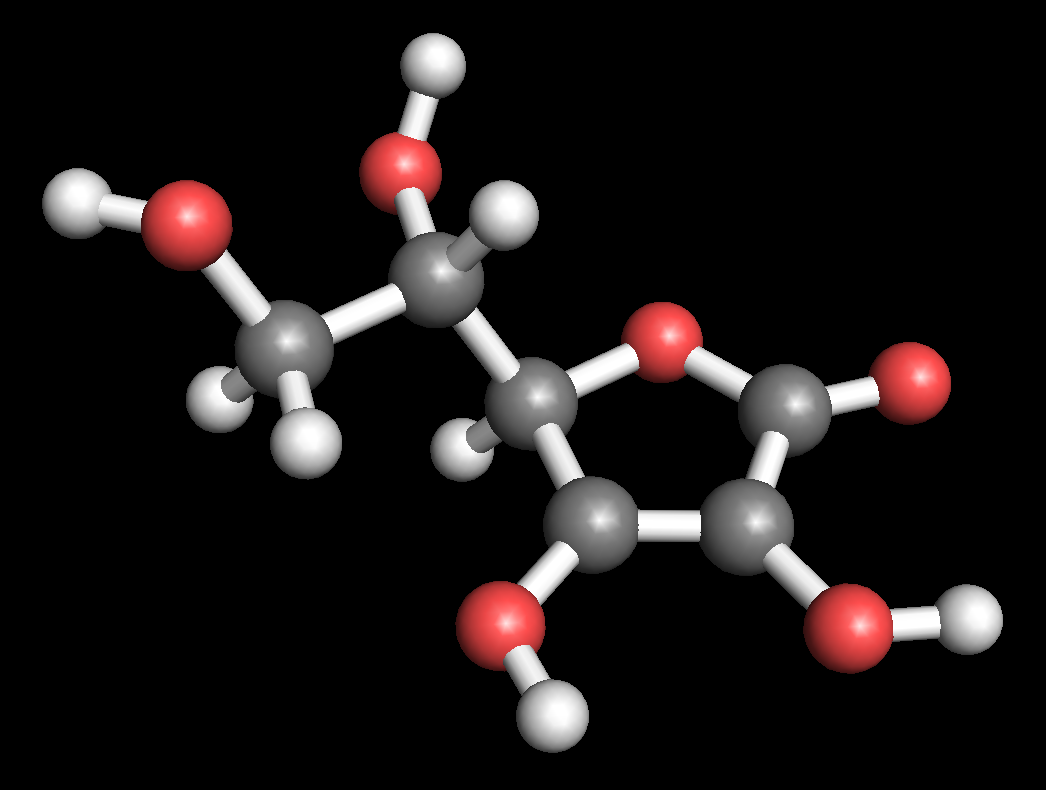
Modello ad asta e sfera dell'acido ascorbico realizzato al computer

In chimica, il modello ad asta e sfera (noto anche come ball-and-stick dalla lingua inglese) è un modello utilizzato per rappresentare tridimensionalmente gli atomi e i relativi legami chimici che compongono una molecola. Gli atomi sono rappresentati da sfere di colore diverso in funzione del tipo di elemento chimico, mentre un'asta collega le singole sfere rappresentando il legame chimico. In buona approssimazione, gli angoli formati fra le aste devono coincidere con gli angoli di legame e la distanza tra i centri delle sfere deve essere proporzionale alla distanza di legame. I doppi e tripli legami vengono indicati utilizzando rispettivamente due o tre aste curvate.
In questo genere di modello il raggio della sfera è solitamente molto più piccolo rispetto alla lunghezza delle aste, ciò allo scopo di rendere più chiaramente visibili gli atomi e i legami. In questo aspetto il modello ad asta e sfera si differenzia dal modello a calotta in quanto in quest'ultimo il raggio delle sfere è proporzionale al raggio atomico nella stessa scala delle distanze atomiche, mostrando quindi lo spazio occupato ma non i legami.
I modelli ad asta e sfera vengono creati in modellistica molecolare fisicamente utilizzando materiale in plastica oppure tramite grafica computerizzata. 
Il primo modello ad asta e sfera venne introdotto da August Wilhelm von Hofmann nel 1865.